# شريف كمال شاهين
شريف كمال شاهين هو دبلوماسي مصري، عُيِّن سفيرًا فوق العادة ومفوضًا لجمهورية مصر العربية لدى العراق في 22 يونيو 2009، ليكون أول سفير مصري بالعراق منذ اغتيال السفير إيهاب الشريف بعد اختطافه على يد تنظيم القاعدة في يوليو 2005.
كان شاهين قد شغل من قبل منصب سفير مصر لدى زامبيا، كما سبق له العمل في عدة سفارات مصرية بالخارج، منها الرباط وطوكيو وأثينا وبيروت، وخدم في العديد من إدارات الديوان العام بوزارة الخارجية المصرية.